# Psychobilly
Psychobilly je žánr hudby obecně popisovaný jako směs mezi pozdním punkem a americkým rockabilly. Texty písní často odkazují na hororové a pokleslé filmy, násilí, odpudivé podoby sexuality a další obecně tabuizovaná témata, ačkoliv tak činí často v komediální nebo dvojsmyslné nadsázce. Psychobilly se hraje na kytaru, bicí a (holou rukou) na kontrabas namísto elektrické baskytary, která je běžnější v moderní rockové hudbě. Za zakladatele psychobilly je všeobecně považovaná britská kapela The Meteors. Koncem 80. let se tento žánr rozrostl i do zbytku Evropy či USA. Vznikly skupiny jako Nekromantix, Tiger Army, Demented Are Go, The Batmobile, The Horrorpops nebo němečtí Mad Sin. V České republice jsou zástupci tohoto žánru asi nejznámější skupiny Green Monster, The Rocket Dogz nebo Mordor's Gang.

## Historie
Termín „psychobilly“ se poprvé vyskytl roku 1976 v písni Johnnyho Cashe „One Piece at a Time“, kde zpívá:

„Ugh! Yow, RED RYDER

This is the COTTON MOUTH

In the PSYCHO-BILLY CADILLAC Come on“

## Móda

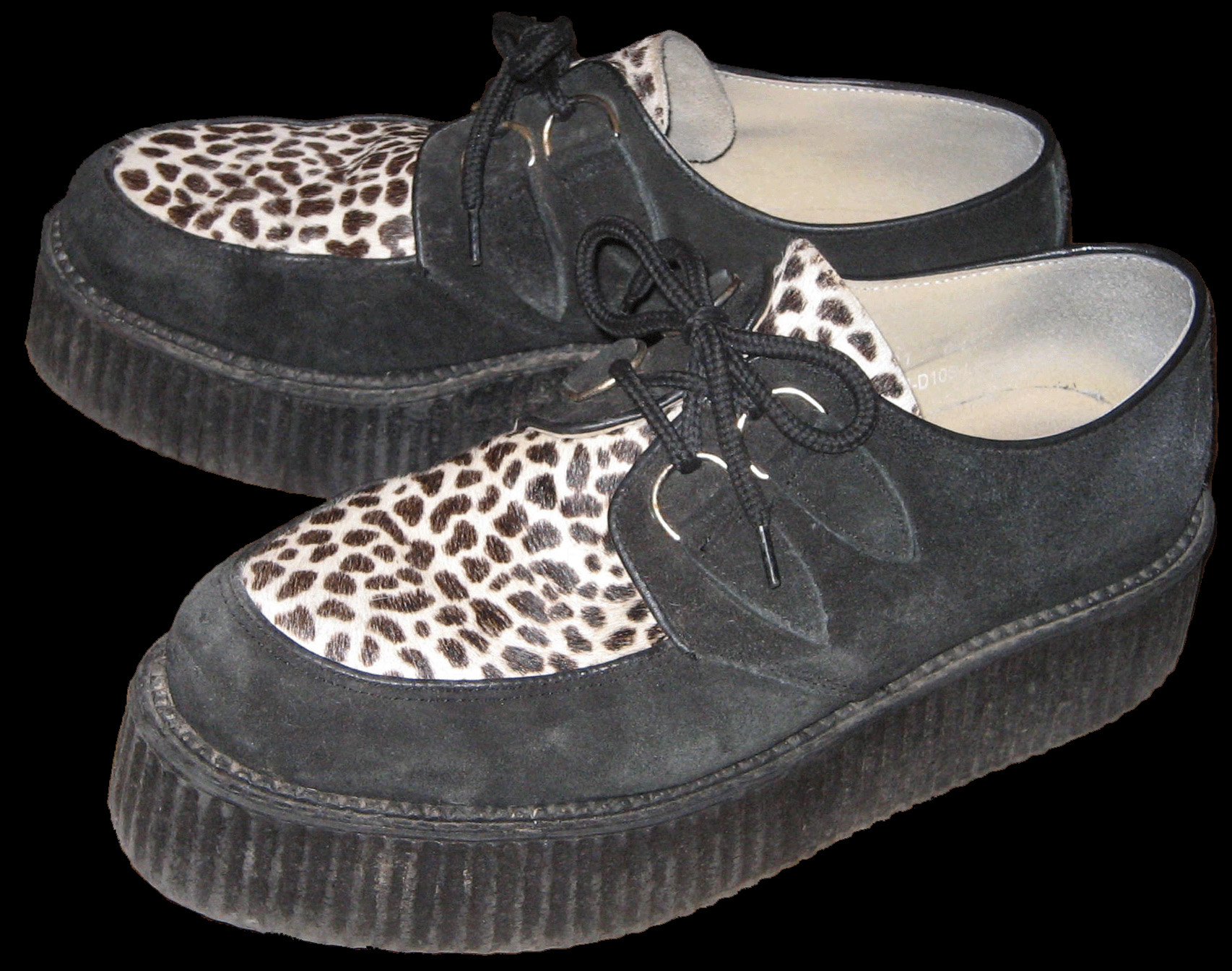
Pár botek

Ke každému hudebnímu žánru jistě patří i styl oblékání a česání vlasů. Punkáči mají číra, skinheadi holé hlavy a (hard)rockeři dlouhé vlasy. Účes, který většinou nosí na hlavě posluchači psychobilly, se nazývá „quiff“. Oblečení je směsicí stylů rock 'n' rollu 50. let, punku let 70. a rockabilly. Tyto oděvy jsou často šité z džínoviny, kůže nebo z látek imitující zvířecí vzory. Ty jsou doplněné cvočky a řetězy. Často nechybí ani hororové kostýmy a masky. Nedílnou součástí je také tetování, jehož motivem jsou lebky, pin-up girls, plameny, auta... (zkrátka to už záleží na každém, čím si ozdobí tělo).